# Skriv så spelar vi
Skriv så spelar vi var ett program i Sveriges Radio P3 som sändes under perioden 23 januari 1993-27 december 1998. I programmet framfördes radioteater baserad på lyssnarnas insända manus. Titeln anspelade på "Ring så spelar vi".
I en specialupplaga av "Skriv så spelar vi" under våren 1993 genomfördes ett samarbete med gymnasieskolan Södra Latins teaterlinje. Då uruppfördes tre pjäser skrivna av elever vid skolan. Några elever från skolan medverkade även i pjäserna. Pjäserna hette "Andante, andante", "Konflikten inuti." och "Landet långt borta.".[källa behövs]
I pjäsen Andante, andante medverkade Sven Wollter, Pia Johansson, Lina Englund, Karl Seldahl, Jenny Lindmark, och Karin Löfving. Pjäsen regisserades av Anna Sandström. Pjästexten skrevs av Jenny Lindmark och Anna Sandström.[källa behövs]

### Fotnoter
1. ↑  ”Svensk mediedatabas”. http://smdb.kb.se/catalog/search?q=%22Skriv+s%C3%A5+spelar+vi+%22+typ%3Aradio&sort=OLDEST. Läst 16 april 2011.